# Jeremy Moore (joueur de baseball)
Pour les articles homonymes, voir Jeremy Moore.
Jeremy Jerome Moore (né le 29 juin 1987 à Shreveport, Louisiane, États-Unis) est un ancien joueur de champ extérieur des Ligues majeures de baseball.

## Carrière
Jeremy Moore est drafté en sixième ronde par les Angels de Los Angeles d'Anaheim en 2005.
Il fait ses débuts dans le baseball majeur pour les Angels le 2 septembre 2011. Il dispute 8 matchs des Angels en fin de saison et réussit son premier coup sûr dans les majeures le 27 septembre contre le lanceur Michael Gonzalez des Rangers du Texas.
Opéré à la hanche, il rate toute la saison 2012.
Moore rejoint les Dodgers de Los Angeles le 22 décembre 2012.